# Gottfried Fischer (Psychologe)
Gottfried Fischer (* 13. September 1944 in Bocholt; † 2. Oktober 2013) war ein deutscher Psychotherapeut und Psychoanalytiker. Er war bis 2009 Professor für Klinische Psychologie an der Universität zu Köln und war zuletzt Direktor des Instituts für Psychologie und Psychotherapiewissenschaft Köln (IPPTW) der Steinbeis-Hochschule Berlin.

## Leben
Gottfried Fischer studierte Psychologie und Philosophie und wurde in Psychologie zum Dr. phil. promoviert. Er habilitierte sich im Fach Medizinische Psychologie an der Universität Freiburg mit einer Arbeit zur qualitativen Psychotherapieforschung unter dem Titel „Widerspruch und Veränderung – ein dialektisches Modell der Veränderung im psychoanalytischen Prozess. Ein Beitrag zur psychoanalytischen Prozessforschung im Rahmen einer qualitativen Einzelfallstudie“.
Er gilt als der Begründer der Psychotraumatologie in Deutschland. Gottfried Fischer war Forschungssupervisor am 1991 gegründeten Deutschen Institut für Psychotraumatologie sowie Lehrtherapeut und Supervisor der Deutschen und der Europäischen Akademie für Psychotraumatologie. Er leitete das Institut für Psychotherapeutische Forschung, Methodenentwicklung und Weiterbildung zur Ausbildung zum Psychologischen Psychotherapeuten in tiefenpsychologisch fundierter und analytischen Psychotherapie an der Universität zu Köln. Fischer war Gründer der Deutschen Gesellschaft für Psychotherapiewissenschaft und geschäftsführender Herausgeber der Zeitschrift für Psychotraumatologie, Psychotherapiewissenschaft und Psychologische Medizin und betrieb eine psychotherapeutische Privatpraxis.

## Wirken
Ab 1995 betrieb Fischer das Kölner Opferhilfe Modellprojekt, das im Herbst 1998 vom Landtag Nordrhein-Westfalens zur landesweiten Umsetzung beschlossen wurde. Im Rahmen des Projekts wurde im Sommer 2004 das Zentrum für Psychotraumatologie im Alexianer Krankenhaus Krefeld als Lehr- und Forschungsabteilung des IKPPD eingerichtet.
Fischer entwickelte ein Verfahren zur ätiologieorientierten Behandlung psychischer Störungen, die Psychodynamisch-dialektische Psychotherapie. Das Verfahren bezieht verhaltenstherapeutische Elemente ein, bei psychodynamisch angeleiteter Fallkonzeption und Beziehungsgestaltung. Für die psychotraumatische Ätiologie wird die Mehrdimensionale Psychodynamische Traumatherapie eingesetzt. 
In Zusammenarbeit mit deutschen Unternehmen und Einrichtungen leitete Fischer vorbeugende Maßnahmen für Unglücksopfer. Er entwickelte ein Konzept für Erholungswochen für Traumabetroffene und Helfer nach belastenden Einsätzen sowie ein Trainingsangebot zu Risikomanagement und Mitarbeiterführung in Krisensituationen für Führungskräfte.
Fischer entwickelte außerdem das Dokumentations- und Planungssystem für Psychotherapie und Traumabehandlung KÖDOPS.
Weitere Lehrgebiete im Studiengang Psychologie neben klinischer Psychologie waren Arbeits-, Betriebs- und Organisationspsychologie mit Schwerpunkt im Bereich klinischer Institutionen, Psychotherapieforschung sowie Kunstpsychologie und Alltagsästhetik.

## Schriften (Auswahl)
- mit Peter Riedesser: Lehrbuch der Psychotraumatologie. 4., überarb. Auflage. UTB Ernst Reinhardt, München 2009.
- Logik der Psychotherapie. Philosophische Grundlagen der Psychotherapiewissenschaft. Asanger, Kröning 2008
- Kausale Psychotherapie. Ätiologieorientierte Behandlung psychotraumatischer und neurotischer Störungen. Asanger, Kröning 2007
- Von den Dichtern lernen ... Kunstpsychologie und dialektische Psychoanalyse. Königshausen & Neumann, Würzburg 2005
- Konflikt, Paradox und Widerspruch. Ausstieg aus dem Labyrinth – für eine dialektische Psychoanalyse. Asanger, Kröning 2004
- Neue Wege aus dem Trauma. Patmos, Düsseldorf 2003.